# Station Montpellier (REM)
Cet article concerne la gare de l'AMT à Montréal. Pour la principale gare de Montpellier en France, voir Gare de Montpellier-Saint-Roch. Pour les autres significations, voir Montpellier (homonymie).
La station Montpellier était une station située à Montréal dans l'arrondissement de Saint-Laurent. Le Réseau de transport métropolitain y exploitait la ligne de trains de banlieue Deux-Montagnes.
La gare est fermée en même temps que la ligne dans le cadre du chantier du Réseau express métropolitain. Elle doit rouvrir lors de la mise en service de celui-ci en 2025.

## Origine du nom
À l'origine, la gare se nommait Vertu, mais à la suite de l'ouverture de la station de métro Côte-Vertu en 1986, son nom a été changé pour éviter toute confusion. Montpellier provient du nom d'un centre commercial dans les environs de la gare ainsi que la rue Montpellier qui devient au sud du boulevard Côte-Vertu, le boulevard Montpellier.

## Correspondances

### Autobus

#### Société de transport de Montréal[3]
| Circuit | Destinations        | Tracé | Horaires |
| ------- | ------------------- | ----- | -------- |
| 121     | Sauvé – Côte-Vertu  | Tracé | Horaires |
| 128     | Ville-Saint-Laurent | Tracé | Horaires |
| 171     | Henri-Bourassa      | Tracé | Horaires |